# Gyrodactylus salaris
Gyrodactylus salaris – gatunek przywry monogenicznej (Monogenea). Występuje w Morzu Bałtyckim, głównie w jego wschodniej i północnej części, aż do Zatoki Fińskiej (zasięg występowania od wschodu ogranicza ujście Newy). Coraz częściej odnotowuje się także przypadki jego obecności w rzekach uchodzących do Bałtyku.

## Charakterystyka
Przeciętny osobnik osiąga wielkość od 0,5 do 1 mm i waży średnio 0,25 mg. Jego bezbarwne lub szare ciało jest nieco wypukłe na stronie grzbietowej i wklęsłe na brzusznej. Dzieli się ono na trzy części: głowową (zakończoną gardzielą), tułów oraz zwężone zakończenie, w którego obrębie znajduje się opisthaptor wykorzystywany do przylegania do żywiciela. W aparacie czepnym haki brzeżne zbudowane są z 2 części: rękojeści i ciała haczyka. Haki środkowe połączone są zawsze z płytką grzbietową i brzuszną. Ta ostatnia zbudowana jest z płytki właściwej (opatrzonej czasem wyrostkami) i części błoniastej na dolnej krawędzi.

## Cykl życiowy
Gyrodactylus salaris, jak wszystkie Gyrodactylidea, jest gatunkiem żyworodnym. Co więcej, już jego embriony zawierają zawiązki 2–3 kolejnych pokoleń. Rozmnaża się on na drodze bardzo specyficznego procesu. Pierwszy organizm potomny powstaje bowiem bezpłciowo z komórek znajdujących się wewnątrz osobnika rodzicielskiego już w chwili jego powstania, zaś drugi i wszystkie następne osobniki potomne rozwijają się z oocytu i wchodzą do macicy, zajmując miejsce już narodzonego. Dopiero po wydaniu na świat drugiego organizmu potomnego męska część układu rozrodczego nabiera swej pełnej funkcjonalności. Odżywianie oocytu zachodzi przez macicę. Po wydaniu na świat potomstwa osobnik rodzicielski przemieszcza się w kierunku przedniej części żywiciela, aby zapobiec zapłodnieniu w relacji matka-córka. Gatunek ten jest w stanie wytwarzać potomstwo już 24 godziny od własnych narodzin, pozostając w tym samym żywicielu.
Po narodzinach nowy osobnik zazwyczaj przytwierdza się do ciała tego samego żywiciela, co jego rodzic. Niekiedy jednak znajduje on innego żywiciela. Infestacja nowego osobnika może odbyć się na 4 sposoby:
- poprzez kontakt pomiędzy żywicielami – jest to prawdopodobnie najczęstszy mechanizm
- po opuszczeniu żywiciela po jego śmierci w trakcie kilku godzin, prawdopodobnie w ciągu kilku godzin – kontakt z zainfestowanymi zwłokami może być dla łososia bardziej niebezpieczny, niż kontakt z żywą rybą
- poprzez dryfowanie w toni wodnej po odłączeniu się od żywego żywiciela – sposób ten prawdopodobnie odgrywa mniej ważną rolę niż poprzednio wymienione
- z pożywieniem

## Ekologia
Gatunek ten jest ektopasożytem wielu gatunków żywicieli, między innymi łososia szlachetnego. Wywiera negatywny wpływ na populację tego gatunku, Olstad i współpracownicy (2006) mówią nawet o zdewastowaniu populacji norweskiej. Gyrodactylus salaris nie jest rodzimym gatunkiem norweskich wód, został tam introdukowany z Morza Bałtyckiego. Następnie szybko skolonizował norweskie rzeki.